# Geodiverziteta
Geodiverziteta ali geološka raznovrstnost, tudi geopestrost ali geološka raznolikost, je raznovrstnost naravnih pojavov zaradi geoloških, geomorfoloških in hidroloških procesov. Vključuje mikro- in makroelemente narave z njenimi minerali, kamninami, fosili, sedimenti, reliefnimi oblikami ter površinskimi in podzemnimi geomorfološkimi in hidrološkimi oblikami. 
Deli geodiverzitete, ki so redki, izjemni ali pomembni za razumevanje naravnih procesov ter za rekonstrukcijo Zemljine zgodovine in razvoja življenja, so opredeljeni kot geološka, geomorfološka ali hidrološka dediščina in so ohranjeni v Unescovih globalnih geoparkih po vsem svetu. Unesco je edina organizacija Združenih narodov z mandatom za podporo raziskav in zmogljivosti v geologiji in geofiziki, Mednarodni program za geoznanost pa je njen paradni konj.
Geodiverziteta je podlaga za razvoj različnih življenjskih okolij in oblik na Zemlji, je torej podlaga za biotsko raznovrstnost. Vsak naravni proces, ki še naprej deluje, ohranja ali spreminja material ali obliko (na primer tektonika, transport sedimentov, pedogeneza), predstavlja še en vidik geodiverzitete. Vendar pa tat ni opredeljena tako, da bi vključevala krajinsko oblikovanje, beton ali drug pomemben človeški vpliv.
Ob priznavanju pomena geoznanosti pri reševanju velikih izzivov, s katerimi se danes sooča človeštvo, je Unescova generalna konferenca dne 16. 11. 2021 v Parizu razglasila 6. oktober za mednarodni dan geodiverzitete. Prvo praznovanje tega dne je bilo leta 2022.

## Prednosti geodiverzitete
Narava ljudem zagotavlja različne koristi, znane kot ekosistemske storitve. Tako biotska raznovrstnost kot geodiverziteta prispevata k ustvarjanju teh ekosistemskih storitev. Spodaj je navedenih nekaj dosežkov geodiverzitete glede na štiri kategorije ocene ekosistemov tisočletja:
- Regulacijske storitve: tektonika plošč, kamninski cikli, ogljikov cikel, atmosfersko kroženje, kakovost in količina vode itd.
- Podporne storitve: kmetijska zemljišča, stavbna zemljišča, stanovanjska območja, nahajališča nafte in plina, vodonosniki itd.
- Storitve oskrbe: pitna voda, sol, mineralne surovine, goriva, rude, gnojila, gradbeni material itd.
- Kulturne storitve: kakovost življenja (pokrajine), rekreacija, geoturizem, umetniški navdih, sakralna ali zgodovinska mesta itd.

Komponente geodiverzitete torej igrajo vlogo ne le za okolje, ampak tudi za družbo in gospodarstvo. S tem prispevajo k ciljem trajnostnega razvoja, ki so jih opredelili ZN.
Ekosistemi nastajajo in črpajo svoje vire iz neživega sveta: kemičnih elementov (hranila itd.), prsti, vode, zraka. Različne oblike reliefa in topografija zagotavljajo tudi različne habitate za vrste, ki tam živijo. Raznolikost geodiverzitete torej spremlja tudi pestrost biotske raznovrstnosti.

## Metode ocenjevanja geodiverzitete
Obstaja veliko metod – večinoma kvantitativnih – za ocenjevanje geodiverzitete regije. Zagotavljajo rezultate, ki jih je mogoče uporabiti pri ohranjanju narave in načrtovanju rabe prostora. Klasična metoda je izračun indeksa geodiverzitete za vsak kvadrat študijskega območja. Nastale karte lahko pomagajo dopolnjevati zemljiški informacijski sistem in se uporabljajo za načrtovanje infrastrukture, opredelitev zavarovanih območij ali urejanje rabe naravnih virov.
Na primer, indeks geodiverzitete (Gd) lahko izračunamo na naslednji način: število različnih elementov (geoloških, geomorfoloških, hidroloških in pedoloških), opazovanih v kvadratu (Eg), pomnožimo z reliefno energijo kvadrata (R) in delimo deljeno z naravnim logaritmom površine kvadrata (ln S): Gd = Eg * R / ln S.
Druge kvantitativne metode temeljijo izključno na analizi prostorskih podatkov brez štetja elementov. Različni parametri naravnega okolja so polavtomatsko ocenjeni (naklon, energija reliefa, gostota rečnega sistema, litologija itd.), da se ustvari niz faktorskih kart. Skupaj tvorijo globalni zemljevid geodiverzitete.